# Begraafplaats van Verano
De monumentale begraafplaats van Verano (officieel: het Cimitero Monumentale del Verano) is een begraafplaats in Rome nabij de basiliek Sint-Laurentius buiten de Muren.

## Geschiedenis
Het kerkhof is een schepping van de Romeinse architect Giuseppe Valadier (1762-1832). Valadier ontwierp deze begraafplaats toen Rome bezet werd door Franse troepen. Keizer Napoleon verordonneerde dat begraven voortaan niet meer in kerken mocht plaatsvinden, en daarom was het noodzakelijk een nieuwe begraafplaats aan te leggen voor de snel groeiende stad Rome.
De begraafplaats werd aangelegd op de plaats, waar in het Republikeinse Rome de senatorenfamilie van de Verani grond bezat. In de Middeleeuwen werd hier de kerk van Sint-Laurentius buiten de Muren gebouwd, die nog steeds als belangrijkste begrafeniskerk van Rome geldt.
Gedurende de 19e en 20e eeuw groeide de begraafplaats uit tot een enorm complex, met praalgraven voor veel bekende Italianen, maar ook vele duizenden eenvoudiger graven voor gewone Romeinen. Het gebrek aan ruimte én de groei van de stad tot meer dan 2,5 miljoen inwoners maakt het noodzakelijk om zowel ondergronds als bovengronds in veel lagen te begraven, waardoor hele ‘flatgebouwen’ zijn ontstaan, de zogenaamde ‘loculi’.
De buurt van Verano is in de oorlog – als vrijwel enige wijk van Rome - zwaar beschadigd geraakt door bombardementen. Ook de begraafplaats heeft ernstige vernielingen ondergaan.
De brede toegangspoort tot de begraafplaats kwam in 1880 gereed. De vier beelden op de toegangspoort stellen achtereenvolgens de volgende zaken voor: Meditatie, Hoop, Weldoen en Stilte.

## Beroemde graven
Op Verano zijn diverse beroemdheden begraven, zoals:
- Marcello Mastroianni
- Vittorio De Sica
- Paolo Giobbe
- Vittorio Gassman
- Alberto Moravia
- Jan Pieter Schotte
- Bud Spencer

Daarnaast liggen er enkele Belgische en Nederlandse Zouaven begraven.

## Afbeeldingen

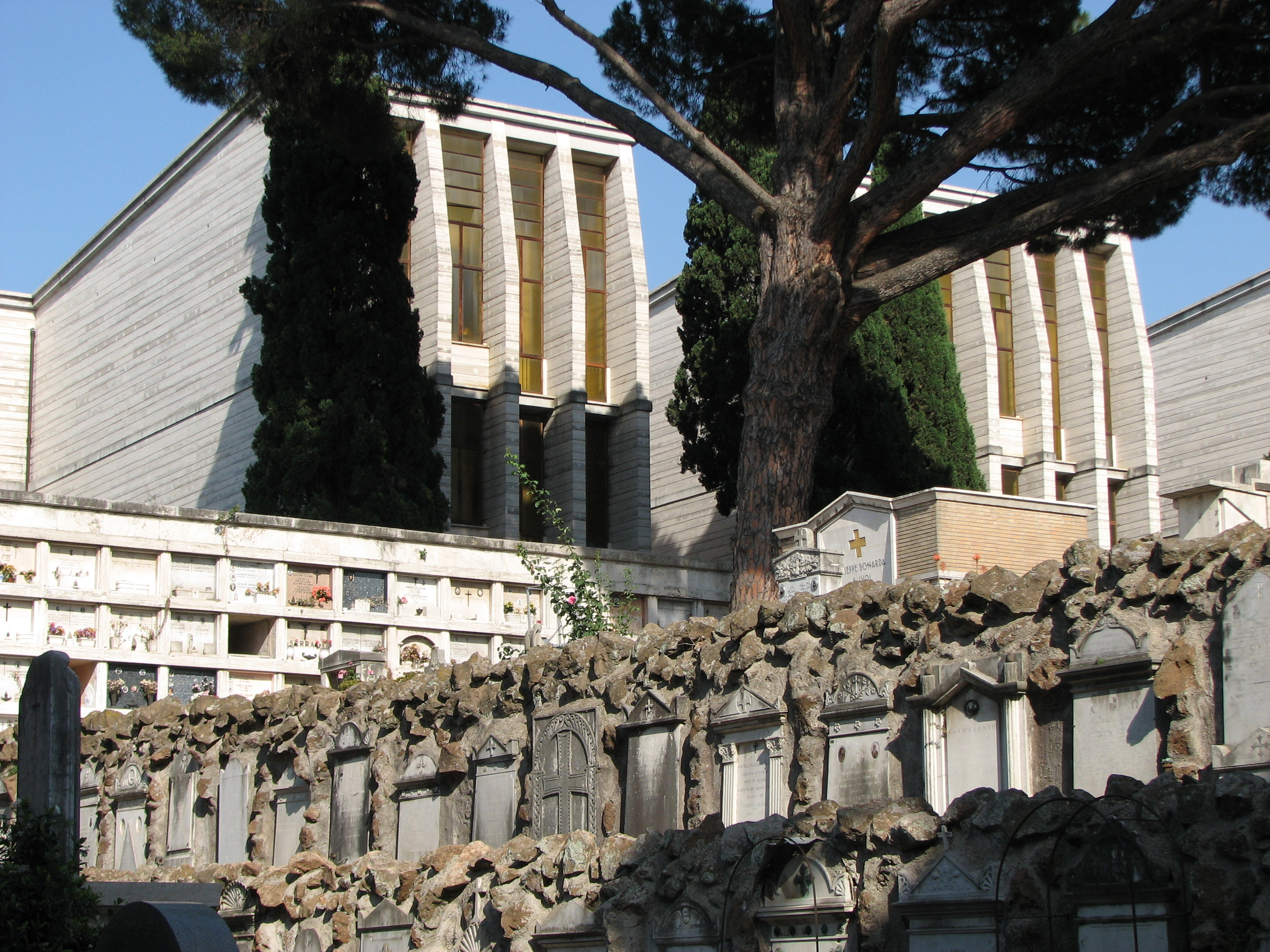
hoogbouw op Verano
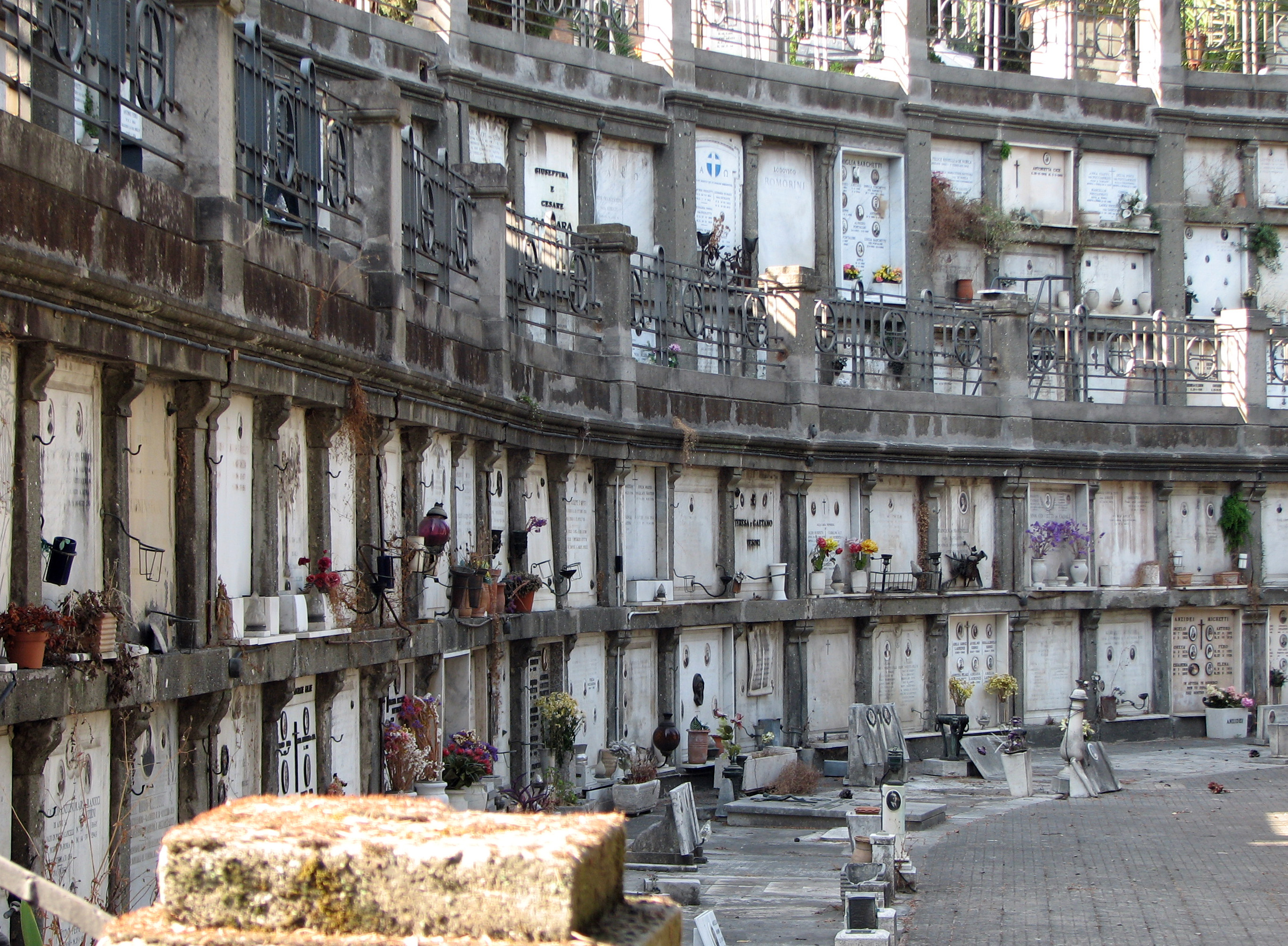
20e-eeuwse ‘loculi’ op Verano
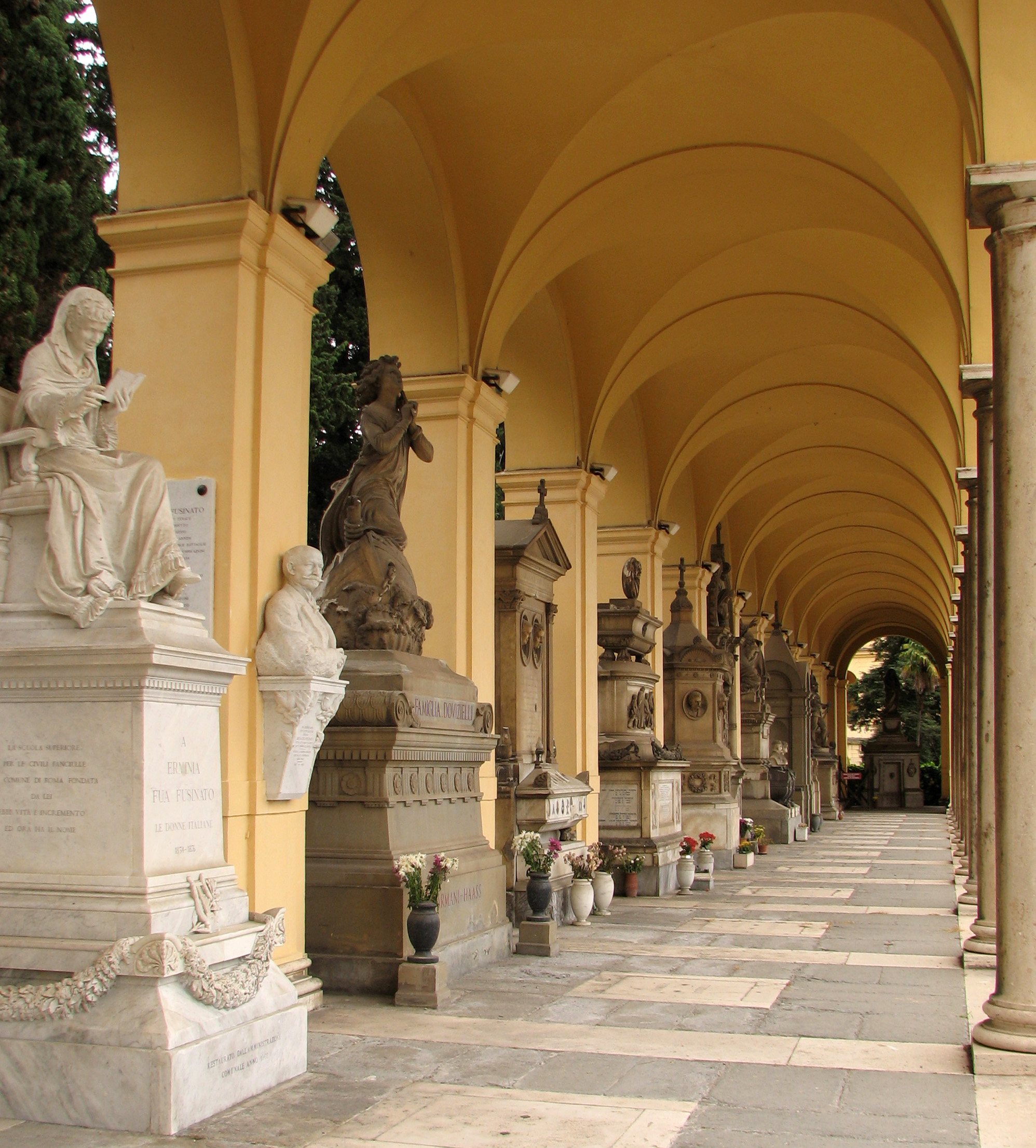
praalgraven op Verano
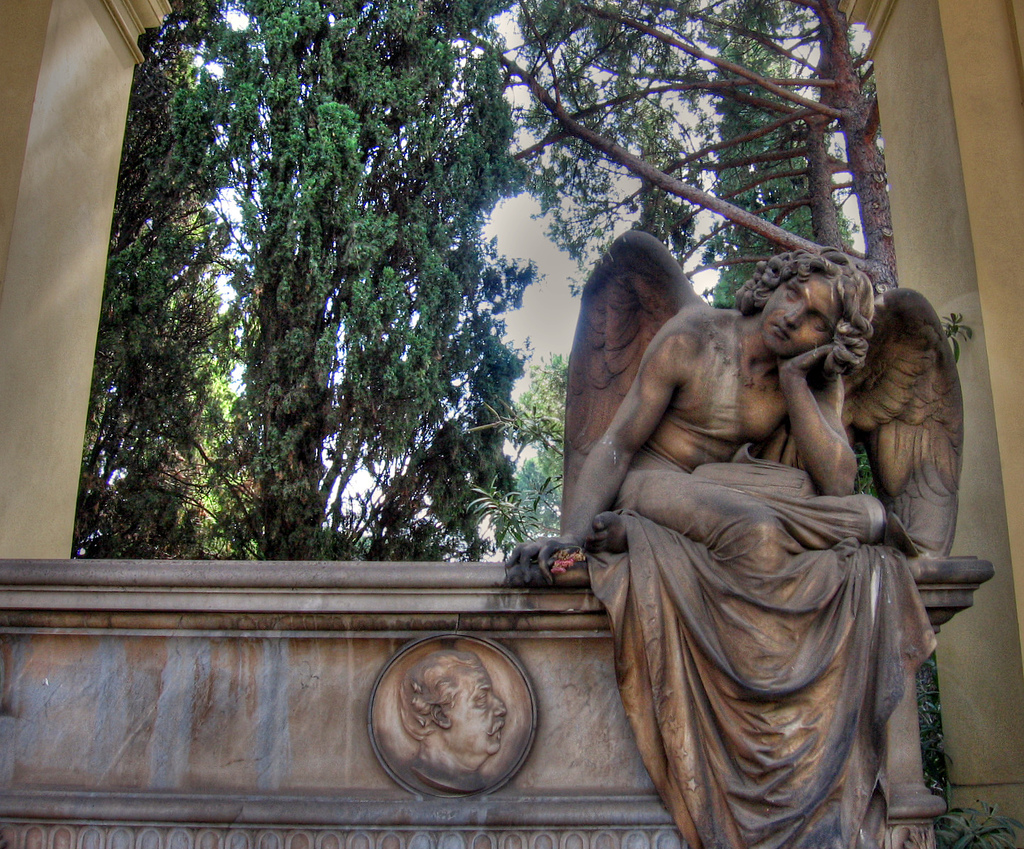
treurende engel